# Dinamo Moskwa (piłka nożna)
Futbolnyj Klub Dinamo Moskwa (ros. Футбольный клуб Динамо Москва, [dʲɪˈnamə mɐˈskva]; ang. FC Dynamo Moscow, w polskojęzycznych mediach często Dynamo) – rosyjski klub piłkarski z siedzibą w Moskwie. Jeden z najstarszych klubów w Rosji, należy także do najbardziej utytułowanych zespołów piłkarskich tego kraju.

## Historia

### Początki
Dinamo zostało oficjalnie założone 18 kwietnia 1923 w Moskwie z inicjatywy grupy pracowników organów bezpieczeństwa (Pawieła Uralca, Michaiła Ławrientjewa, Dmitrija Iwanowa i Kiriłła Kuźmina), za zgodą Feliksa Dzierżyńskiego. Drużynę piłkarską sformował bramkarz Fiodor Czułkow, grający już wcześniej w piłkę w Klubie Futbolistów Sokolniki (KFS).
Swój pierwszy mecz Dinamowcy rozegrali 17 czerwca 1923, przegrywając na wyjeździe z drużyną Krasnaja Priesnia. Spotkanie to zakończyło się wynikiem 2:3, a pierwszą w historii bramkę dla Dinama zdobył Wasilij Żytariew, olimpijczyk z 1912 roku. Sędziował w tym meczu Konstantin Kwasznin – ówczesny piłkarz Presnii (sic), a późniejszy trener Dinama.
Początkowo Towarzystwo Dinamo nie było w stanie nawet wyposażyć piłkarzy w koszulki i buty, dlatego swój pierwszy mecz rozegrali oni w strojach KFS: białych koszulkach z czarnym kołnierzem.
Jeszcze zanim powstała ogólnokrajowa liga, Biało-Niebiescy odnosili lokalne sukcesy, takie jak mistrzostwo Moskwy (pierwsze w 1926) i Puchar Towarzystwa Sportowego Dinamo (1929). Swój pierwszy międzynarodowy mecz Dinamo rozegrało 6 września 1926, wygrywając 7:1 z drużyną robotników Łotwy.
W tym czasie tworzyły się także symbole klubu. W 1926 roku pojawił się klubowy emblemat, autorstwa jednego z zawodników, Aleksandra Borisowa. W 1928 zbudowany został Centralny Stadion Dinamo, na którym moskiewski klub rozgrywał swoje „domowe” mecze przez następne 80 lat.

### Lata sławy
Wiosną 1936 roku po raz pierwszy odbyły się Mistrzostwa ZSRR. Biało-Niebiescy wygrali wszystkie 6 meczów i z kompletem punktów wyprzedzili wicemistrza Dynamo Kijów. Jesienią wyprzedził ich tylko lokalny rywal Spartak. W 1937 Dinamowcy wrócili na ligowy szczyt, a do tego zdobyli puchar kraju wygrywając w finale z Dinamem Tbilisi (5:2). Po kolejne mistrzostwo Dinamo z Moskwy sięgnęło w 1940 roku. Tak więc do wybuchu Wielkiej wojny ojczyźnianej (1941) klub zgromadził 3 tytuły mistrzowskie i jeden puchar kraju.
Po trzyletniej przerwie w krajowych rozgrywkach, Dinamo pozostało w gronie najsilniejszych radzieckich klubów. W odnowionym składzie zdobyło mistrzostwo ZSRR w 1945, wysoko zwyciężając większość rywali, a jedynym zespołem który zdołał ich wtedy pokonać w bezpośrednim meczu był wicemistrz CDKA Moskwa. W listopadzie tegoż roku, jako pierwsza radziecka drużyna klubowa, Dinamowcy wybrali się do Wielkiej Brytanii, gdzie zremisowali z Chelsea (3:3) i Rangers (2:2), zaś wygrali z Cardiff City (10:1) i z Arsenalem (4:3).
W latach 1954–1960 moskiewscy Dinamowcy rokrocznie stawali na ligowym podium, w tym pięciokrotnie zajmując pierwsze miejsce. W 1963 roku Lew Jaszyn, jako pierwszy i jedyny bramkarz, został nagrodzony Złotą Piłką – nagrodą dla najlepszego piłkarza.

### Lata 70. i 80. XX wieku
Po okresie dominacji schedę po moskiewskim Dinamie w radzieckiej lidze przejął Spartak, a następnie Dynamo Kijów. W 1972 roku miało miejsce jeszcze jedno ważne osiągnięcie Dinama z Moskwy, które dotarło do finału Pucharu Zdobywców Pucharów przegrywając w nim 2:3 ze szkockim Rangers.
W 1973 i 1975 roku klub zajmował trzecie miejsce w lidze. Wiosną 1976 roku Dinamowcy Moskwy zdobyli swój ostatni, jedenasty tytuł mistrza ZSRR. Rok później sięgnęli po puchar. W następnej dekadzie wyniki były mieszane, np. w 1984 Dinamowcy ukończyli ligę na odległym szesnastym miejscu, zato zdobyli krajowy puchar.
Dinamo Moskwa było jednym z dwóch klubów, obok Dynama Kijów, który uczestniczył we wszystkich 54 sezonach Mistrzostw ZSRR.

### Lata 90.
Po rozpadzie ZSRR (1991) w każdym z krajów rozgrywki zaczęły się odbywać osobno. Nastąpiły również zmiany systemowe – zmienił się status prawny klubu. W pierwszym sezonie ligi rosyjskiej (1992) Dinamowcy zajęli trzecie miejsce, a rok później powtórzyli to osiągnięcie. Sezon 1994 Dinamo zakończyło na drugim miejscu, a rok później zdobyło Puchar Rosji wygrywając w finale po serii karnych z Rotorem Wołgograd. Dinamowcy występowali w Pucharze Zdobywców Pucharów 1996 i Pucharze Intertoto 1997, jednak nie odnieśli tam znaczących sukcesów. Niemniej półfinał tych drugich rozgrywek to najdalsza runda europejskich rozgrywek, do jakiej ten klub zdołał dobrnąć w czasach poradzieckich. W sezonie 1997 Dinamo ponownie stanęło na ligowym podium, wyprzedzone jedynie przez Spartak i Rotor. W finale rozgrywek pucharowych Dinamowcy przegrali wówczas 0:2 z Lokomotiwem.

### 2000–2010

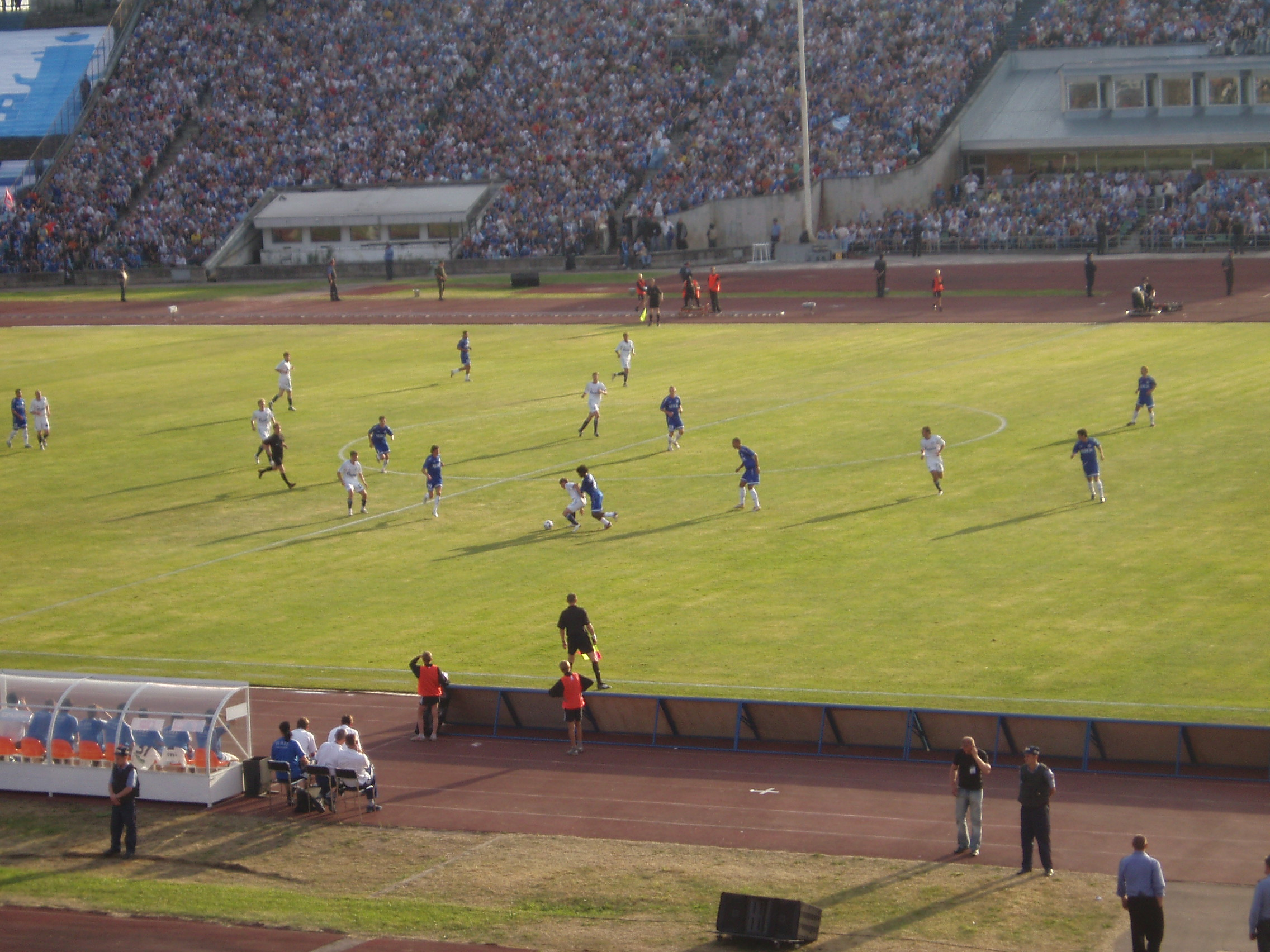
Zenit Petersburg – Dinamo, 2006.

Na początku XXI wieku klub pozyskał nowych sponsorów, co umożliwiło rozwój i kupno wielu nowych zawodników. Wyniki odbiegały jednak od oczekiwań, szczególnie w latach 2004 i 2006, kiedy to zajmował odległe ligowe miejsca. W 2007 roku sytuacja się poprawiła, a Dinamowcy ukończyli sezon jako szósta drużyna kraju, dochodząc też do ćwierćfinału rozgrywek pucharowych. Z początkiem 2008 nowym sponsorem klubu został miliarder Aliszer Usmanow, właściciel holdingu Metalloinvest oraz kilku innych dużych podmiotów gospodarczych. Spowodowało to, że przed sezonem 2008 drużyna z Moskwy była wymieniana jako kandydat do mistrzostwa. Biało-Niebiescy zakończyli ten sezon na trzecim miejscu, co dało im możliwość gry w eliminacjach Ligi Mistrzów UEFA. Dinamowcy wygrali tam 1:0 z Celtic F.C. w Glasgow po bramce Aleksandra Kokorina, jednak porażka 0:2 w rewanżu oznaczała awans szkotów do następnej rundy. Sezon 2009 Biało-Niebiescy zakończyli na przeciętnym ósmym miejscu w Priemjer-Lidze.
W 2010 roku głównym sponsorem Dinama został drugi co do wielkości bank w Rosji – Bank VTB.

### 2011–2019

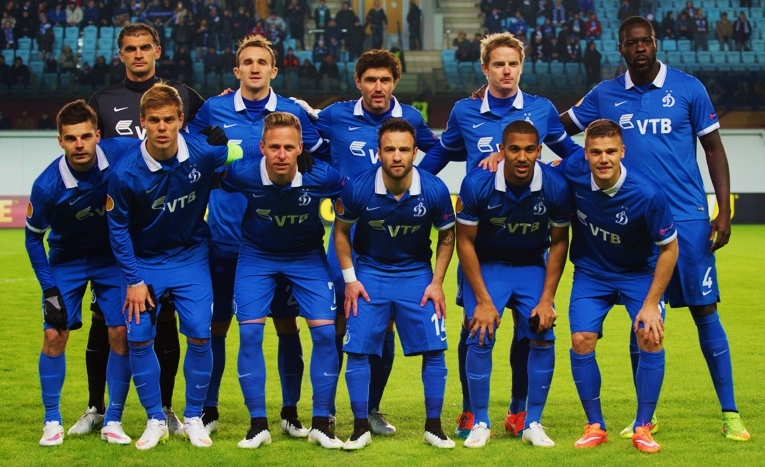
Dinamo Moskwa przed meczem z RSC Anderlecht, 26 lutego 2015.

Sezon 2011/12 był pierwszym w historii rosyjskiej piłki sezonem rozgrywanym w tzw. systemie jesień-wiosna. Dinamowcy ukończyli go na czwartym miejscu, a w Pucharze Rosji dotarli do finału, gdzie minimalnie lepszy okazał się Rubin Kazań.
Sezon 2012/13, mimo słabego początku, Dinamo skończyło na siódmej pozycji, a mogło nawet wyżej gdyby nie porażka z „outsiderem” ligi Ałaniją Władykaukaz (0:1) w przedostatniej kolejce. W następnym sezonie Biało-Niebiescy zajęli 4. miejsce, pokonując po drodze późniejszych mistrzów CSKA Moskwa (2:0 na wyjeździe i 4:2 u siebie) i wicemistrzów Zenit Petersburg (4:2 na wyjeździe).
Po wygranych kwalifikacjach, w sezonie 2014/15, Dinamo zadebiutowało w rozgrywkach Ligi Europy UEFA, gdzie wygrali wszystkie mecze grupowe. Biało-Niebiescy odpadli dopiero w 1/8 finału, przegrywając z SSC Napoli. Do tego powtórzyli czwarte miejsce w krajowej lidze, które dawało możliwość występowania w Lidze Europy. Decyzją UEFA klub jednak nie został dopuszczony do rozgrywek europejskich następnego sezonu, z powodu problemów finansowych (tzw. finansowe fair-play).
Z klubu odeszła część podstawowych zawodników np. Mathieu Valbuena, a niedoświadczeni młodzi gracze nie zdołali utrzymać drużyny na poziomie z poprzedniego roku. Po serii ligowych porażek wiosną 2016 roku Dinamowcy osunęli się w dół tabeli. 21 maja 2016 po przegranej z Zenitem Petersburg (0:3) Dinamo Moskwa po raz pierwszy w historii spadło z najwyższej ligi.
W Pierwszej Dywizji Dinamo spędziło jeden sezon, zapewniając sobie powrót do Priemjer-Ligi już 7 kolejek przed końcem rozgrywek. W dwóch kolejnych sezonach w Priemjer-Lidze celem drużyny było głównie bezpieczne utrzymanie. Dinamowcy finiszowali kolejno na ósmym i dwunastym miejscu.

### Nowe otwarcie
Latem 2019 klub znacząco wzmocnił swoją kadrę, sprowadzając aż dziesięciu nowych zawodników. Wśród nich Maximilian Philipp, sprowadzony z niemieckiego Dortmundu za 20 mln €, stał się najdroższym transferem w historii Dinama. Jesienią 2020 trenerem biało-niebieskich został Sandro Schwarz. Udało się przezwyciężyć problemy natury ekonomicznej; w lutym 2022 roku VTB przekazał akcje klubu Towarzystwu Dinamo.
W sezonie 2021/22 moskiewskie Dinamo było wymieniane wśród kandydatów do gry o mistrzostwo. Mocnymi stronami drużyny miały być odnowiony skład (do klubu powrócił np. napastnik Fiodor Smołow) i taktyka trenera Schwarza. Celem deklarowanym przez zarząd było wejście do pierwszej piątki. Dinamo ukończyło rozgrywki ligowe 2021/22 na trzecim miejscu.

## Barwy i symbole

Emblemat Dinama w czasach ZSRR

Barwami Dinama są kolory biały i niebieski/błękitny (бело-голубые). Barwy te zostały zatwierdzone przez Towarzystwo Sportowe Dinamo w 1926 roku.
Autorem klubowego emblematu – stylizowanej litery „D” wpisanej w rąb – był w tymże 1926 roku Aleksandr Borisow, jeden z piłkarzy.

### Stroje
| 1924 | 1936 | 1937, 1945 | 1953 | 1970 | 1977 |

| 1984 | 2007 | 2012 | 2013 | 2015 | 2017 |

## Sukcesy

### Międzynarodowe
| \| \| Zdobyte trofea w rozgrywkach międzynarodowych (stan na: 2019) \| |                                                               |      |          |
| Rozgrywki                                                              | Osiągnięcie                                                   | Razy | Sezon(y) |
| Liga Europy (Puchar UEFA)                                              | zdobywca                                                      | –    |          |
| Liga Europy (Puchar UEFA)                                              | finalista                                                     | –    |          |
| · Puchar Zdobywców                                                     | zdobywca                                                      | –    |          |
| · Puchar Zdobywców                                                     | finalista                                                     | 1    | 1972     |
| FIFA                                                                   | Zdobyte trofea w rozgrywkach międzynarodowych (stan na: 2019) |      |          |

### Krajowe
| \| \| Zdobyte trofea w rozgrywkach Związku Radzieckiego (stan na: rozpad ZSRR, 1991) \| |                                                                                |      |                                                                      |
| Rozgrywki                                                                               | Osiągnięcie                                                                    | Razy | Sezon(y)                                                             |
| Mistrzostwo                                                                             | I miejsce                                                                      | 11   | 1936 (w), 1937, 1940, 1945, 1949, 1954, 1955, 1957, 1959, 1963, 1976 |
| Mistrzostwo                                                                             | II miejsce                                                                     | 11   | 1936 (j), 1946, 1947, 1948, 1950, 1956, 1958, 1962, 1967, 1970, 1986 |
| Mistrzostwo                                                                             | III miejsce                                                                    | 5    | 1952, 1960, 1973, 1975, 1990                                         |
| Puchar                                                                                  | zdobywca                                                                       | 6    | 1937, 1953, 1967, 1970, 1977, 1984                                   |
| Puchar                                                                                  | finalista                                                                      | 5    | 1945, 1949, 1950, 1955, 1979                                         |
| · Superpuchar                                                                           | zdobywca                                                                       | 1    | 1977                                                                 |
| · Superpuchar                                                                           | finalista                                                                      | 1    | 1984                                                                 |
|                                                                                         | Zdobyte trofea w rozgrywkach Związku Radzieckiego (stan na: rozpad ZSRR, 1991) |      |                                                                      |

| \| \| Zdobyte trofea w rozgrywkach Rosji (stan na: 2022-05-29) \| |                                                          |      |                              |
| Rozgrywki                                                         | Osiągnięcie                                              | Razy | Sezon(y)                     |
| · Mistrzostwo                                                     | I miejsce                                                | –    |                              |
| · Mistrzostwo                                                     | II miejsce                                               | 1    | 1994                         |
| · Mistrzostwo                                                     | III miejsce                                              | 5    | 1992, 1993, 1997, 2008, 2022 |
| · Puchar                                                          | zdobywca                                                 | 1    | 1995                         |
| · Puchar                                                          | finalista                                                | 4    | 1997, 1999, 2012, 2022       |
| II liga                                                           | I miejsce                                                | 1    | 2017                         |
| II liga                                                           | II miejsce                                               | –    |                              |
| II liga                                                           | III miejsce                                              | –    |                              |
| Rosja                                                             | Zdobyte trofea w rozgrywkach Rosji (stan na: 2022-05-29) |      |                              |

## Zawodnicy
- Najwięcej meczów dla klubu: Aleksandr Nowikow – 395, w tym 327 ligowych[13].
- Najwięcej goli dla klubu: Siergiej Sołowjow – 152, w tym 135 ligowych[13].

### Skład na sezon 2021/2022
Skład aktualny na dzień 8 kwietnia 2022.
| Nr | Poz. | Piłkarz                |
| -- | ---- | ---------------------- |
| 1  | BR   | Anton Szunin (kapitan) |
| 2  | OB   | Guillermo Varela       |
| 3  | OB   | Zaurbiek Plijew        |
| 4  | OB   | Siergiej Parszywluk    |
| 5  | OB   | Fabián Balbuena        |
| 7  | OB   | Dmitrij Skopincew      |
| 8  | PO   | Nikola Moro            |
| 9  | NA   | Clinton N’Jie          |
| 15 | OB   | Saba Sazonow           |
| 16 | BR   | Iwan Budaczow          |
| 18 | OB   | Iwan Ordeć             |
| 19 | NA   | Daniił Lesowoj         |

| Nr | Poz. | Piłkarz             |
| -- | ---- | ------------------- |
| 20 | NA   | Wiaczesław Grulow   |
| 24 | OB   | Roman Jewgienjew    |
| 25 | PO   | Dienis Makarow      |
| 31 | BR   | Igor Łeszczuk       |
| 40 | NA   | Fiodor Smołow       |
| 47 | PO   | Arsen Zacharian     |
| 50 | OB   | Aleksandr Kuticki   |
| 53 | PO   | Sebastian Szymański |
| 70 | NA   | Konstantin Tiukawin |
| 74 | PO   | Daniił Fomin        |
| 91 | NA   | Jarosław Gładyszew  |
| 93 | OB   | Diego Laxalt        |

## Trenerzy
- 1936 Konstantin Kwasznin
- 1937 Wiktor Dubynin
- 1938 Michaił Towarowski
- 1939 Wiktor Dubynin
- 1939 Wiktor Tietierin
- 1939 Lew Korczebokow
- 1939 Wiktor Tietierin
- 1940–44 Boris Arkadiew
- 1945–50 Michaił Jakuszyn
- 1950–51 Wiktor Dubynin
- 1951–53 Michaił Siemiczastny
- 1953–60 Michaił Jakuszyn
- 1961 Wsiewołod Blinkow
- 1962–65 Ołeksandr Ponomariow
- 1965–66 Wiaczesław Sołowjow
- 1967–72 Konstantin Bieskow
- 1973–74 Gawriił Kaczalin
- 1975–79 Aleksandr Siewidow
- 1979 Wiktor Cariow
- 1979 Iwan Mozer
- 1980 Jewgienij Gorianski
- 1980–83 Wiaczesław Sołowjow
- 1984–85 Aleksandr Siewidow
- 1985–87 Eduard Małofiejew
- 1987–90 Anatolij Byszowiec
- 1990–91 Semen Altman
- 1991–93 Walerij Gazzajew
- 1993 Adamas Gołodiec
- 1994–95 Konstantin Bieskow
- 1995–98 Adamas Gołodiec
- 1998–99 Gieorgij Jarcew
- 1999 Aleksiej Pietruszyn
- 2000–01 Walerij Gazzajew
- 2001–02 Aleksandr Nowikow
- 2002–03 Wiktor Prokopenko
- 2003–04 Jaroslav Hřebík
- 2004 Wiktor Bondarienko
- 2004–05 Oleg Romancew
- 2005 Andriej Kobielew
- 2005 Ivo Wortmann
- 2006 Jurij Siomin
- 2006–10 Andriej Kobielew
- 2010–11 Miodrag Božović
- 2011–12 Siergiej Siłkin
- 2012–14 Dan Petrescu
- 2014–15 Stanisław Czerczesow
- 2015–16 Andriej Kobielew
- 2016 Siergiej Czikiszew
- 2016–17 Jurij Kalitwincew
- 2017–19 Dmitrij Chochłow
- 2019–20 Kiriłł Nowikow
- 2020– Sandro Schwarz

## Statystyki
| \| \| Bilans występów klubu Dinamo Moskwa w rozgrywkach piłkarskich Związku Radzieckiego (Stan na rozpad ZSRR, 1991[28]) \| | |        |       |     |     |     |      |      |      |                      |        |        |      |
| Poziom | Rozgrywki | Sezony | Mecze | Z   | R   | P   | B+   | B–   | Pkt  | Lata                 | Awanse | Spadki | Naj. |
| I | Klass A / Wysszaja liga                                                                                        | 54     | 1502  | 714 | 411 | 377 | 2475 | 1478 | 1839 | 1936–1941, 1945–1991 |        |        | 1    |
| II | Pierwaja liga                                                                                                  | –      |       |     |     |     |      |      |      |                      |        |        |      |
| III | Wtoraja liga                                                                                                   | –      |       |     |     |     |      |      |      |                      |        |        |      |
| | Bilans występów klubu Dinamo Moskwa w rozgrywkach piłkarskich Związku Radzieckiego (Stan na rozpad ZSRR, 1991) |        |       |     |     |     |      |      |      |                      |        |        |      |

| \| Rosja \| Bilans występów klubu Dinamo Moskwa w rozgrywkach piłkarskich Rosji (Stan na koniec sezonu 2018/19) \| \| | |        |       |     |     |     |      |     |      |                  |        |        |      |
| Poziom | Rozgrywki                                                                                           | Sezony | Mecze | Z   | R   | P   | B+   | B–  | Pkt  | Lata             | Awanse | Spadki | Naj. |
| I | Priemjer-Liga                                                                                       | 26     | 802   | 323 | 237 | 242 | 1104 | 923 | 1206 | 1992–2016, 2017– |        | 1      | 2    |
| II | Pierwyj diwizion                                                                                    | 1      | 38    | 26  | 9   | 3   | 64   | 25  | 87   | 2016/17          | 1      |        | 1    |
| III | Wtoroj diwizion                                                                                     | –      |       |     |     |     |      |     |      |                  |        |        |      |
| Rosja | Bilans występów klubu Dinamo Moskwa w rozgrywkach piłkarskich Rosji (Stan na koniec sezonu 2018/19) |        |       |     |     |     |      |     |      |                  |        |        |      |

## Stadion
W pierwszych latach istnienia drużyna Dinama rozgrywała mecze na prowizorycznym boisku na nieużytku w Zaułku Orłowo-Dawydowskim nieopodal Dworca Ryskiego. W 1928 został zbudowany Centralny Stadion Dinamo, który służył kolenym pokoleniom Biało-Niebieskim przez kolejne 80 lat.
W ostatniej kolejce ligowej sezonu 2018/19 zainaugurowano nowy stadion – VTB Arena. Gospodarze zremisowali wówczas 3:3 z Arsenałem Tuła.

## Kibice
W Rosji kibice Dinama Moskwa są zaprzyjaźnieni głównie z CSKA. Organizacje kibicowskie przyjaźnią się też z fanami serbskiego OFK Beograd i cypryjskiego Anorthosis Famagusta. Istnieje zorganizowana grupa fanowska Dynastia, która organizuje wyjazdy na mecze i zbiera fundusze na „oprawę”. Kibice Dinama założyli też nieformalną grupę charytatywną Chcę Pomóc (Я хочу помочь).
Wśród sympatyków Dinama byli wymieniani m.in.: przywódca ZSRR Jurij Andropow, minister spraw wewnętrznych Raszyd Nurgalijew, hokeista Aleksandr Owieczkin, szachista Michaił Tal, tenisista Dmitrij Tursunow, gimnastyczka Alina Kabajewa.